# Cacciatrice (DC Comics)
Cacciatrice (Huntress) è una serie di personaggi dei fumetti pubblicati da DC Comics. Ideata nella Golden Age come avversaria di Batman, a partire dalla Silver Age veste il ruolo di eroina.
Nel corso degli anni diversi personaggi hanno usato come nome in codice quello di Cacciatrice:
- Paula Brooks, criminale della Golden Age, successivamente nota come Tigress;
- Helena Wayne, Cacciatrice di Terra 2, figlia di Batman e Catwoman della rispettiva terra, anche se il personaggio venne cancellato dalla continuity ufficiale dopo Crisi sulle Terre infinite, è stato poi ripreso nella serie televisiva Birds of Prey, interpretata dall'attrice Ashley Scott;
- Helena Bertinelli, la Cacciatrice ufficiale del cosmo DC, che è parte della Batman Family e della Justice League.

## Biografia dei personaggi

### Paula Brooks
Paula Brooks nacque come villain, e nel corso degli anni cambiò il suo nome in Tigress.
Avversaria di Wildcat di basso livello, collaborò con la Injustice Society dove conobbe ed iniziò una relazione con quello che sarebbe diventato suo marito e parthner del crimine: Sportsmaster. Coppia di cattivi di scarso valore, ai due si attribuisce come azione meglio riuscita l'organizzare una partita di baseball tra gli eroi e i villains di Terra-1. In seguito venne rivelata la sua storia sulle pagine di Young All-Stars; Paula, col nome di Tygress fu una supereroina del periodo nazista, e combatté le truppe tedesche al fianco di Iron Munro, la prima Fury, Neptune Perkins, Tsunami, e Dan the Dyna-Mite. Ferita a morte durante un'azione e salvatasi per puro miracolo (molti ipotizzano sia tornata in vita e non guarita come si è detto) sviluppò un senso di disgusto per gli umani ed un atteggiamento freddo che la contraddistinse e la portò a diventare una supercriminale.

### Poteri e abilità
Paula non possiede alcun superpotere ma, come da classico per un criminale Golden Age, si serve spesso di animali addestrati per compiere i suoi furti. Inoltre è un'eccellente combattente e il suo costume è dotato di affilatissimi artigli sintetici.

### Helena Wayne
Helena Wayne è la figlia di Batman e Catwoman nell'universo alternativo di Terra-2. Spesso collabora con la Justice Society of America.
Nata dall'unione tra il cavaliere oscuro e la sua eterna avversaria, dopo che questa si era ravveduta; Helena fu addestrata dai suoi genitori per essere un'atleta e una ricercatrice, ma nessuno intravedeva per lei il destino da vigilante, nemmeno lei stessa, che invece si dedicò agli studi e completò l'università, fino al giorno in cui un criminale uccise sua madre per vendicarsi di essere stata arrestata dalla donna quando questa era Catwoman.
Helena, desiderosa di vendetta si cucì un costume simile ad un misto tra quello dei genitori e grazie all'arsenale del padre cercò il suddetto criminale e lo assicurò alla giustizia. Fiera della sua azione decise di continuare la carriera di combattente del crimine col nome di Cacciatrice.
Durante la sua carriera di eroina, Helena collaborò più volte con la Justice Society of America e divenne una buona amica di Power Girl. Inoltre partecipò più volte al meeting tra JSA e JLA.
Alla fine di Crisi sulle Terre infinite viene eliminata dalla continuity ufficiale (in quanto Bruce Wayne e Selina Kyle non si sono sposati e non hanno avuto figli) per essere sostituita con Helena Bertinelli, che non ha alcuna parentela con Wayne o Selina.
Tuttavia per pura coincidenza, la figlia recentemente avuta da Selina, si chiama proprio Helena.

### Poteri e abilità
Helena non possiede alcun potere sovrumano o superumano, ma è comunque una combattente e ginnasta esperta, una capace escapologa, criminologa e un'eccellente detective.
Più volte ha inoltre dimostrato la capacità empatica con le creature feline tipica della madre.

### Helena Bertinelli
La Cacciatrice attiva è Helena Bertinelli, che è completamente dissociata sia a livello parentale che a livello operativo da Batman; figlia di una famiglia mafiosa italoamericana che cerca vendetta per lo sterminio dei suoi cari, operato da una famiglia rivale. Helena è una vigilante spietata che non esita a servirsi di armi, ma in fondo non è un'assassina ed è unicamente per questo che Batman le permette di lavorare nella sua città.
Nonostante lei lo neghi è costantemente alla ricerca dell'approvazione del crociato incappucciato.

## Altri media

### Cinema

#### Birds of Prey
Helena Bertinelli ha fatto la sua prima comparsa sul grande schermo col volto di Mary Elizabeth Winstead nel film Birds of Prey e la fantasmagorica rinascita di Harley Quinn, diretto da Cathy Yan, uscito nel 2020.

### Televisione

#### Legends of the Superheroes
La prima apparizione della cacciatrice all'infuori dei fumetti è nella serie televisiva live action del 1979: Legends of the Superheroes, trasmessa dalla NBC, interpretata dall'attrice Barbara Joyce; insieme alla cacciatrice, l'unica supereroina presente nella serie è Black Canary.

#### Justice League Unlimited
La Cacciatrice Helena Bertinelli appare in diversi episodi del cartone animato Justice League Unlimited, sia come cameo che come protagonista. Durante la serie si fidanza con The Question. È doppiata in originale da Amy Acker; nel doppiaggio italiano è nominata con il suo originale alter ego di Huntress.
Nell'episodio n. 71 Double Date, Freccia verde e Black Canary proteggono il criminale Steven Mandragora perché possa testimoniare al suo processo, ma la Cacciatrice vuole invece sanguinosa vendetta per la morte dei suoi genitori, causata proprio da Mandragora; a causa della sua determinazione ad ucciderlo, J'onn espelle Helena dalla Justice League. Alleatasi successivamente con The Question, e grazie all'inaspettato intervento di Freccia Verde e Black Canary, riescono infine a sventare il suo tentativo di fuga. Al termine dell'episodio l'intraprendente giustiziera si porta via il timido Question.
Nell'episodio n. 74 Question Authority, Helena Bertinelli aiuta The Question a scoprire un complotto governativo contro la Justice League: il Cadmus Project. Però The Question viene catturato e torturato perché riveli delle informazioni; Helena lo salva con l'aiuto di Superman.
Nell'episodio n. 87 Grudge Match, la Cacciatrice scopre un piano di Roulette che, con la sua invenzione, il Metabrawl Glamour Slam, ipnotizza ed attrae a Blüdhaven i membri femminili della Justice League attraverso i loro Comlink: Black Canary, Wonder Woman, Fire, Vixen e Hawkgirl per farle scontrare su un ring. Helena riesce a liberare dal controllo mentale Black Canary e insieme sconfiggono Roulette. Alla fine Black Canary, nonostante la sua antipatia per Helena Bertinelli, le offre la possibilità di tornare nella Lega, ma la Cacciatrice rifiuta.

#### Birds of Prey
La cacciatrice è uno dei personaggi principali della serie televisiva Birds of Prey; in questo adattamento nei suoi panni v'è il personaggio di Helena Kyle, figlia di Batman, che era scomparsa dopo la morte della madre Catwoman. Helena Wayne lavora nei Birds of Prey insieme a Oracolo (Barbara Gordon) e alla figlia di Black Canary, ed è la prima avversaria dei criminali a Gotham City. Questa cacciatrice non indossa una maschera, e possiede alcuni superpoteri: è in grado di aumentare la sua forza e velocità, ed inoltre i suoi occhi possono trasformarsi e diventare come quelli dei gatti.

#### Batman Beyond
Nella serie televisiva Batman of the Future (Batman Beyond), l'autore Bruce Timm aveva progettato di introdurre la figura della figlia di Bruce Wayne e Selina Kyle: Helena Kyle, come vigilante del futuro che avrebbe occasionalmente combattuto al fianco di Terry, trovandola un'idea più originale che una "Batgirl Beyond".
Il costume da lei indossato sarebbe stato un mix tra quello di Helena Wayne, Catwoman e Terry, naturalmente in chiave futuristica e ipertecnologica e doveva comparire nella seconda stagione; sfortunatamente l'idea venne rifiutata.

#### Batman: The Brave and the Bold
La cacciatrice, nell'identità di Helena Wayne compare anche nella serie Batman: The Brave and the Bold, negli episodi intitolati: "La Notte della Cacciatrice", "Corsa Mortale" e "Il Mantello delle Nove Vite". Tuttavia la somiglianza col personaggio dei fumetti si limita al costume, in quanto non viene rivelato espressamente il suo vero nome e non ha alcuna parentela con Batman o Catwoman.

#### Arrow
La Cacciatrice, nell'identità di Helena Bertinelli, compare nel settimo ed ottavo episodio della prima stagione della serie televisiva Arrow, dedicata a Freccia Verde, ed è interpretata da Jessica De Gouw.

### Videogiochi
- Huntress è un personaggio parzialmente giocabile (a seconda della piattaforma di gioco) nel videogioco del 2006: Justice League Heroes, approntato per le piattaforme Xbox, PlayStation 2 e PSP.
- La Cacciatrice Helena Bertinelli (col nome originale di Huntress) è un personaggio costruibile nel videogioco LEGO Batman: Il videogioco e giocabile nella versione per Nintendo DS del videogioco.
- La Cacciatrice è inoltre un personaggio giocabile nel GDR DC Universe Online.